# Anschlag auf Geistliche in Kabul 2018
Der Anschlag auf Geistliche in Kabul 2018 war ein Anschlag auf eine Versammlung von religiösen Führern in Kabul am 20. November 2018. Das Attentat galt dem Ulema-Rat (höchstes Gremium der Geistlichkeit in Afghanistan).

## Anschlag
Bei dem Anschlag sprengte sich ein Selbstmordattentäter im Uranus-Hochzeitspalast in Kabul in die Luft. In der Festhalle fand zum Tatzeitpunkt eine religiöse Zeremonie hunderter Gläubiger und Koranschüler anlässlich des Maulid an-Nabī statt. Zum Tatzeitpunkt hielten sich mindestens tausend Personen in der Hochzeitshalle auf, welche in einer Reihe mit einigen anderen an der Flughafenstraße in Kabul liegt. Mindestens 55 Menschen starben, mindestens 94 weitere wurden verwundet. Bis jetzt reklamierte niemand den Anschlag für sich.

## Reaktionen
Die Unterstützungsmission der Vereinten Nationen in Afghanistan zeigte sich empört und drückte ihr Beileid aus.
In einem Tweet von Talibansprecher Zabiullah Mujahid dementierte die Terrorgruppe jegliche Beteiligung an dem Anschlag und verurteilte Angriffe auf religiöse Veranstaltungen und Zivilisten.

## Kontext
Der Anschlag ist das 20. größere Attentat in diesem Jahr im Land Afghanistan, in dem die Sicherheitslage sich in diesem Jahr stark verschlechterte.
Im Bürgerkrieg in Afghanistan verüben Gruppen wie die Taliban oder der IS immer wieder Anschläge.